# Steve McQueen (regista)
Sir Steven Rodney McQueen, detto Steve (Londra, 9 ottobre 1969), è un regista, sceneggiatore, produttore cinematografico e artista visivo britannico.
Proveniente dal mondo della videoarte, si è fatto conoscere da pubblico e critica coi lungometraggi Hunger (2008), Shame (2011), 12 anni schiavo (2013), per il quale ha vinto l'Oscar, e Widows - Eredità criminale (2018).

## Biografia
McQueen è nato e cresciuto ad Ealing, un borgo di Londra, da padre trinidadiano e da madre grenadiana, entrambi emigrati nel Regno Unito in gioventù. Diplomatosi presso il Drayton Manor High School, McQueen ha poi condotto i propri studi al West London College, al Chelsea College of Art and Design ed al Goldsmiths College, per poi frequentare, nel 1993, il Tisch School of the Arts dell'Università di New York (esperienza di studio, quest'ultima, che giudicherà insoddisfacente, lamentandone la rigidità e scarsa propensione alla sperimentazione dei corsi di studio). Le prime forme d'arte con cui si misura sono quindi la fotografia e la scultura, tant'è che nel 1999 con la sua mostra di sculture e fotografie presso la London Institute of Contemporary Arts, si è aggiudicato il Turner Prize. Tra i cineasti che più di tutti l'hanno influenzato nello sviluppo del suo personale stile filmico sono d'annoverarsi: Andy Warhol, Sergej Michajlovič Ėjzenštejn, Dziga Vertov, Jean Vigo, Buster Keaton, Carl Theodor Dreyer, Robert Bresson e Billy Wilder.
Le sue prime pellicole sono tre cortometraggi, Bear (1993), Deadpan (1993) ed Exodus (1997). Prima di cimentarsi col suo primo lungometraggio, nel 2007 espone le proprie opere alla 52° Biennale di Arti Visive di Venezia. McQueen si fa quindi conoscere a livello internazionale nel maggio 2008, quando il suo film Hunger partecipa in concorso al 61º Festival di Cannes nella sezione Un Certain Regard. In quest'occasione la pellicola viene premiata con la Caméra d'or per la miglior opera prima.
Nel 2009 McQueen espone nuovamente alla 53ª Biennale di Arti Visive di Venezia, all'interno del padiglione britannico, proponendo un cortometraggio che vede protagonisti proprio i Giardini di Venezia. Nel 2011 il regista dirige il suo secondo lungometraggio, Shame, presentato in concorso alla 68ª Mostra internazionale d'arte cinematografica di Venezia, dove Michael Fassbender, alla seconda collaborazione col regista, vince la Coppa Volpi per la migliore interpretazione maschile.
Nel 2013 è la volta di 12 anni schiavo, film che narra la storia vera di Solomon Northup, un uomo di colore libero che viene rapito nel 1841 e venduto in schiavitù per lavorare nelle piantagioni in Louisiana. Il film è il primo realizzato dal regista a Hollywood, prodotto fra gli altri anche da Brad Pitt, il quale compare nel film in un piccolo ruolo. I protagonisti sono Chiwetel Ejiofor e Michael Fassbender, quest'ultimo alla sua terza collaborazione con McQueen. Il film riceve i più importanti riconoscimenti, tra cui 3 premi Oscar: Miglior Film, Migliore Sceneggiatura non originale e Miglior Attrice non Protagonista a Lupita Nyong'o. In questa occasione McQueen riceve anche la sua prima candidatura come Miglior regista.

## Filmografia

### Regista

#### Cortometraggi
- Bear (1993)
- Five Easy Pieces (1995)
- Stage (1996)
- Exodus (1997)
- Deadpan (1997)
- Catch (1997)
- Drumroll (1998)
- Prey (1999)
- Cold Breath (2000)
- Illuminer (2001)
- Girls, Tricky (2001)
- 7th Nov. (2001)
- Charlotte (2004)
- Pursuit (2005)
- Unexploded (2007)
- Running Thunder (2007)
- Gravesend (2007)
- Rayners Lane (2008)
- Static (2009)
- Giardini (2009)
- Ashes (2014)
- Mr. Bruberry (2014)

#### Lungometraggi
- Hunger (2008)
- Shame (2011)
- 12 anni schiavo (12 Years a Slave) (2013)
- Widows - Eredità criminale (Widows) (2018)
- Occupied City (Occupied City) (2023) - documentario
- Blitz (2024)

#### Televisione
- Small Axe – miniserie TV, 5 puntate (2020)

#### Video musicali
- All Day – Kanye West (2015)

### Sceneggiatore

#### Cinema
- Stage - cortometraggio (1996)
- Exodus - cortometraggio (1997)
- Hunger (2008)
- Static - cortometraggio (2009)
- Giardini - cortometraggio (2009)
- Shame (2011)
- Widows - Eredità criminale (Widows) (2018)
- Blitz (2024)

#### Televisione
- Small Axe – miniserie TV, 5 puntate (2020)

### Produttore

#### Cinema
- Stage - cortometraggio (1996)
- Giardini - cortometraggio (2009)
- 12 anni schiavo (12 Years a Slave) (2013)
- Ashes - cortometraggio (2014)
- Widows - Eredità criminale (Widows) (2018)
- Occupied City (2023)
- Blitz (2024)

#### Televisione
- Small Axe – miniserie TV, 5 puntate (2020) - produttore esecutivo

### Montatore
- Small Axe – miniserie TV, 5 puntate (2020)

## Riconoscimenti

### Premi cinematografici
- Premio Oscar
  - 2014 – Miglior film per 12 anni schiavo
  - 2014 – Candidatura al miglior regista per 12 anni schiavo
- Golden Globe
  - 2014 – Candidatura al miglior regista per 12 anni schiavo
- Premio BAFTA
  - 2009 – Miglior esordio britannico da regista, sceneggiatore o produttore per Hunger
  - 2009 – Candidatura al miglior film britannico per Hunger
  - 2012 – Candidatura al miglior film britannico per Shame
  - 2014 – Miglior film per 12 anni schiavo
  - 2014 – Candidatura al miglior regista per 12 anni schiavo
- Festival di Cannes
  - 2008 – Caméra d'Or per Hunger
  - 2008 – Premio FIPRESCI per Hunger
  - 2008 – In competizione per il premio Un Certain Regard per Hunger
- Festival di Venezia
  - 2011 – Premio FIPRESCI per Shame
  - 2011 – In competizione per il Leone d'oro al miglior film per Shame
- European Film Awards
  - 2009 – Miglior rivelazione per Hunger
  - 2009 – Candidatura al miglior regista per Hunger
  - 2012 – Candidatura al miglior film per Shame
  - 2012 – Candidatura al miglior regista per Shame
  - 2012 – Candidatura al premio del pubblico al miglior film europeo per Shame
  - 2021 – EFA Award for Innovative Storytelling per Small Axe
- British Independent Film Awards
  - 2008 – Premio Douglas Hickox per Hunger
  - 2008 – Candidatura al miglior regista per Hunger
  - 2008 – Candidatura alla miglior sceneggiatura per Hunger
  - 2012 – Candidatura al miglior regista per Shame
  - 2012 – Candidatura alla miglior sceneggiatura per Shame
- Independent Spirit Awards
  - 2009 – Candidatura al miglior film straniero per Hunger
  - 2012 – Candidatura al miglior film straniero per Shame
  - 2014 – Miglior film per 12 anni schiavo
  - 2014 – Miglior regia per 12 anni schiavo
- Festa del Cinema di Roma
  - 2020 – Premio alla carriera